# Tilney All Saints
 (juillet 2023).
Tilney All Saints est une paroisse civile et un village du Norfolk, en Angleterre.